# Marma nigritarsis
Marma nigritarsis là một loài nhện trong họ Salticidae.
Loài này thuộc chi Marma. Marma nigritarsis được Eugène Simon miêu tả năm 1900.